# Jan van Helsing
Jan Udo Holey, más conocido por el seudónimo Jan van Helsing, es un autor alemán que ha publicado varios libros sobre teorías conspirativas, que tratan temas tales como planes de dominación mundial por parte de la francmasonería, la supervivencia de Hitler en la Antártida después de la Segunda Guerra Mundial, la creencia en la Tierra hueca y otros. Sus teorías se basan en fuentes como Los protocolos de los sabios de Sion.
Sus libros Geheimgesellschaften (Sociedades secretas) y Geheimgesellschaften 2 han sido prohibidos en Alemania,[cita requerida] Francia, y Suiza por inicitar el antisemitismo. 

## Teorías
Desde "Las Sociedades Secretas y su poder en el Siglo XX" hasta "Manos fuera de este libro", en sus cinco obras publicadas y difundidas libremente en internet, Holey/van Helsing plantea una visión del mundo en la que la sociedad y la historia están marcadas desde la más remota antigüedad por logias y sociedades secretas (de la "hermandad de la serpiente" a los "Illuminati") que dominan el mundo en la sombra y han trazado un plan para establecer un Nuevo Orden Mundial al que al parecer estamos irremisiblemente abocados.
En su interpretación de la evolución sociohistórica de nuestra era, Holey ve un origen extraterrestre de la vida en el planeta (aportado por seres procedentes de Aldebarán, Sirio u Orión), que al mismo tiempo se identifica con los dioses de las diferentes culturas.
En su explicación de gran parte de los fenómenos inexplicables del planeta, mantiene que la tierra está hueca y bajo tierra hay ciudades y civilizaciones desconocidas para la inmensa mayoría de la población.
Los extraterrestres negocian con las sociedades secretas (formadas por banqueros judíos o masones en su mayoría, los hombres más ricos del planeta) que comercian con ellos a cambio de tecnología que les ayuda en sus fines de dominio absoluto.
En una mezcla no poco interesante de esoterismo, revisionismo histórico más o menos "fantasioso" (Hitler no murió en el búnker, sino que escapó y se refugió en la Antártida, tesis que sostienen otros autores pero que suponen que murió casi con seguridad en Neuquén, y que ingresó a la Argentina en submarinos gracias a la protección del General Perón, que tuvo contactos con hombres que adherían al régimen nazi) y una serie de consejos prácticos para llevar una vida lo más completa posible, Holey consigue cuando menos sembrar la duda acerca de la veracidad de la información de que disponemos. Cosa que por otra parte ya estaba conseguida desde Descartes.
Holey y sus seguidores afirman que no son antisemitas, sino que "critican los poderosos intereses judíos en la gran finanza y la política".

## Obras
Bajo el seudónimo de Jan Van Helsing
- « Les sociétés secrètes et leur pouvoir au 20ème siècle » edición nueva bajo el nombre de Livre jaune n°5, Éditions Félix. Texto en línea en inglés
- (en alemán) Geheimgesellschaften und ihre Macht im 20. Jahrhundert. ISBN 3-89478-069-X Libro prohibido a la venta en Alemania.
- (en alemán) Geheimgesellschaften 2 ISBN 3-89478-492-X Libro prohibido a la venta en Alemania.
- (en alemán) Buch 3 - Der dritte Weltkrieg. ISBN 3-9805733-5-4.
- (en alemán) Unternehmen Aldebaran. ISBN 3-89478-220-X.
- (en alemán) Hände weg von diesem Buch. ISBN 3-9807106-8-8.
- (en alemán) Wer hat Angst vor'm schwarzen Mann...? ISBN 3-9807106-5-3.

Bajo su nombre verdadero, Jan Udo Holey
- (en alemán) Die Akte Jan van Helsing. ISBN 3-9805733-9-7.
- (en alemán) Die innere Welt. Das Geheimnis der schwarzen Sonne. Roman. Ama Deus Verlag, Fichtenau, 1998. ISBN 3-9805733-1-1.
- (en alemán) Die Kinder des neuen Jahrtausends - Mediale Kinder verändern die Welt. ISBN 3-9807106-4-5.